# Miracles in December
Miracles in December (em coreano:  12월의 기적; chinês simplificado: 十二月的奇迹) é o segundo extended play do grupo masculino sino-coreano EXO. Ele foi lançado 9 de dezembro de 2013 pela S.M. Entertainment. Apresentado como um álbum especial de inverno, Miracles in December foi lançado como um acompanhamento para o primeiro álbum de estúdio do grupo, XOXO, que foi lançado em junho de 2013. Como todos os álbuns anteriores do grupo, o EP possui duas versões linguísticas: coreana e mandarim. Este foi o segundo lançamento do grupo a ser promovido com os subgrupos unidos como um só grupo.
Seu single, "Miracles in December", foi apresentado pela primeira vez em 4 de dezembro de 2013 através do lançamento de vídeos musicais. O single foi lançado online no dia seguinte, estreando na primeira posição em nove paradas musicais sul-coreanas.

## Antecedentes e gravação
Um mês depois de EXO ter concluído o ciclo promocional para XOXO, foi relato um possível retorno para o grupo em novembro de 2013. Em 17 de outubro de 2013, durante uma entrevista para iQiyi na China, EXO-M confirmou que estavam de fato trabalhando em um novo álbum e pediram aos fãs não acreditarem em boatos.
No início de novembro de 2013, a agência do EXO, S.M. Entertainment, anunciou a SM Town Week, uma série de shows dos artistas da SM Town. Também foi anunciado que EXO apresentaria um concerto conjunto, intitulado Christmas Wonderland, com f(x) de 24 a 25 de dezembro. Em 28 de novembro, EXO anunciou em suas páginas oficiais no Facebook que Miracles in December seria lançado em dezembro de 2013, poucas semanas antes do concerto. Em 30 de novembro, um teaser de áudio da faixa "My Turn to Cry" foi revelado em seu site oficial. Em 2 de dezembro, EXO divulgou os teasers em coreano e mandarim para o single "Miracles in December." Em 3 de dezembro, um clipe medley de 2 minutos para as versões em coreano e mandarim do EP foram liberados. Em 4 de dezembro, os vídeos de música para "Miracles in December" foram apresentados no YouTube.
Lançado em duas versões linguísticas diferentes, EXO-K gravou as faixas do EP em coreano enquanto EXO-M gravou as mesmas músicas em mandarim. A faixa-título, "Miracles in December", é uma balada pop com acompanhamento de piano clássico, escrita por Andreas Stone Johansson e Rick Hanley. Seu clipe musical foi estrelado por apenas quatro membros do EXO – Baekhyun, D.O. e Chen gravaram a versão coreana do mesmo, enquanto Baekhyun, Chen e Lu Han gravaram em mandarim.

## Lançamento e promoção
Os vídeos de música para as versões em coreano e mandarim de "Miracles in Deceber" foram lançados no YouTube e outros sites de compartilhamento de vídeo coreanos e chineses, em 4 de dezembro de 2013. Em 5 de dezembro, o single foi lançado online e estreou no número um em nove paradas musicais sul-coreanas. No mesmo dia, EXO teve seu palco de retorno no M! Countdown. O EP foi lançado em 9 de dezembro de 2013. Imediatamente depois de seu lançamento, as músicas ficaram nas primeiras posições de várias paradas musicais.

## Lista de faixas
| Versão em coreano |                                                                                                   |                |                                                        |         |  |
| N.º               | Título                                                                                            | Letras         | Música                                                 | Duração |  |
| 1.                | "12월의 기적 (Miracles in December)" (Sibiwolui Gijeok, cantada por: Byun Baek-hyun, Chen e D.O.) | Sarah Yoon     | Andreas Stone Johansson Rick Hanley                    | 4:34    |  |
| 2.                | "Christmas Day" (cantada por: Suho, Xiumin, Luhan, Baekhyun e Chen)                               | Misfit         | Gabriela Soza Samantha Powell Philip Hochstrate        | 3:46    |  |
| 3.                | "The Star" (cantada por: Suho, Kris, Baekhyun, Chen, Chanyeol, D.O., Kai e Sehun)                 | Soulfulmonster | Kei Lim Kwang-wook Martin Mulholland Nermin Harambasic | 4:07    |  |
| 4.                | "My Turn To Cry"                                                                                  | Kim Young-hu   | Alex Cantrall Jeff Hoeppner Phillip Anthony White      | 4:07    |  |
| 5.                | "첫 눈 (The First Snow)" (Cheot Nun, cantada por: Suho, Baekhyun, Chanyeol, D.O, Kai e Sehun)     | Kenzie         | Kim Jung-bae Kenzie                                    | 3:27    |  |
| 6.                | "12월의 기적 (Miracles in December) – Classical Orchestra Version" (Sibiweolwi Gijeok)            |                | Johansson Hanley                                       | 4:33    |  |
| Duração total:    | Duração total:                                                                                    | Duração total: | Duração total:                                         | 24:33   |  |

| Versão em mandarim | |                      |                                                        |         |  |
| N.º                | Título | Letras               | Música                                                 | Duração |  |
| 1.                 | "十二月的奇迹 (Miracles in December)" (Chinês tradicional: 十二月的奇蹟; Shíèryuè de Qíjì, cantada por: Luhan, Baekhyun e Chen) | Liu Yuan             | Johansson Hanley                                       | 4:33    |  |
| 2.                 | "圣诞节 (Christmas Day)" (聖誕節; Shèngdànjié, cantada por Suho, Xiumin, Luhan, Baekhyun, Chen, Lay e D.O)                      | 長友美知惠           | Soza Powell Hochstrate                                 | 3:46    |  |
| 3.                 | "The Star" (cantada por Xiumin, Luhan, Baekhyun, Kris, D.O, Chen, Lay e Tao)                                                    | T-Crash              | Kei Lim Kwang-wook Martin Mulholland Nermin Harambasic | 4:07    |  |
| 4.                 | "爱离开 (My Turn To Cry)" (愛離開; Ài Líkāi, cantada por Luhan, Baekhyun, Chen)                                                 | 王雅君 (Wang Ya Jun) | Cantrall Hoeppner White                                | 4:07    |  |
| 5.                 | "初雪 (The First Snow)" (Chūxuě, sung by Xiumin, Luhan, Kris, Chen, Lay, Tao)                                                   |                      | Kim Kenzie                                             | 3:27    |  |
| 6.                 | "十二月的奇迹 (Miracles in December) – Classical Orchestra Version" (Shíèryuè de Qíjì)                                          |                      | Johansson Hanley                                       | 4:33    |  |
| Duração total:     | Duração total: | Duração total:       | Duração total:                                         | 24:33   |  |

## Desempenho nas paradas
Versões coreanas e chinesa
| Álbuns sul-coreanos (Gaon) | 1 | 2  |
| Álbuns japoneses (Oricon)  | 7 | 20 |

| Álbuns sul-coreanos (Gaon) | 1  | 2  |
| Álbuns japoneses (Oricon)  | 24 | 48 |

| Álbuns sul-coreanos (Gaon) | 4  | 10 |
| Álbuns sul-coreanos (Gaon) | 34 | 66 |

Versão combinada

### Paradas semanais
| Paradas (2013)              | Melhores posições |
| --------------------------- | ----------------- |
| Álbuns mundiais (Billboard) | 1                 |

## Histórico de lançamento
| Região        | Data                   | Formato              | Gravadora                  |
| ------------- | ---------------------- | -------------------- | -------------------------- |
| Mundialmente  | 9 de dezembro de 2013  | CD, download digital | SM Entertainment           |
| Coreia do Sul | 9 de dezembro de 2013  | CD, download digital | SM Entertainment, KT Music |
| Taiwan        | 17 de dezembro de 2013 | CD                   | Avex Taiwan                |